# 済深法親王
済深法親王（さいしんほっしんのう、寛文11年8月16日（1671年9月18日） - 元禄14年12月2日（1701年12月30日））は江戸時代の皇族。霊元天皇の第1皇子。母は小倉実起娘・中納言典侍。初名は寛清。
天和2年（1682年）10月25日に親王となり、10月28日に得度。慈尊院大僧正の永愿に師事する。元禄元年（1688年）3月4日、二品に叙せられる。東大寺別当を務めた。元禄14年（1701年）に31歳で死去。